# 4 dicembre
Il 4 dicembre è il 338º giorno del calendario gregoriano (il 339º negli anni bisestili). Mancano 27 giorni alla fine dell'anno.

## Eventi
- 771 - Muore re Carlomanno I, fratello del futuro imperatore Carlo Magno, dopo appena due anni di regno
- 1110 - Prima crociata: i crociati conquistano Sidone
- 1532 - La Sacra Sindone viene gravemente danneggiata da un incendio
- 1563
  - A Carini viene uccisa la baronessa Laura Lanza
  - Chiusura ufficiale del Concilio di Trento (aperto il 13 dicembre 1545) dopo 25 sessioni
- 1619 - Trentotto coloni della parrocchia di Berkeley, in Inghilterra, sbarcano in Virginia e rendono grazie a Dio (questa data è considerata il primo Giorno del ringraziamento)
- 1642 - Il cardinale Mazzarino diventa principale ministro di Stato francese
- 1674 - Padre Jacques Marquette fonda una missione sulle rive del Lago Michigan (la missione diverrà in seguito la città di Chicago)
- 1783 - Alla Fraunces Tavern di New York il generale George Washington dà l'addio formale ai suoi ufficiali
- 1791 - Viene pubblicato il primo numero del The Observer
- 1829 - Di fronte a una feroce opposizione il Lord britannico William Bentinck introduce un regolamento che dichiara che tutti coloro i quali incoraggiano il suttee in India sono colpevoli di omicidio colposo
- 1832 - A Firenze Giacomo Leopardi annota per l'ultima volta il suo Zibaldone di pensieri
- 1864 - Guerra di secessione americana: a Waynesboro (Georgia) le forze del generale unionista Judson Kilpatrick impediscono ai confederati guidati dal generale Joseph Wheeler di interferire con la campagna di William T. Sherman tesa a distruggere un'ampia fetta del Sud, nella sua marcia verso il Golfo del Messico (le truppe dell'Unione comunque soffriranno perdite tre volte superiori ai confederati)
- 1875 - Il noto politico newyorchese Boss Tweed fugge di prigione e scappa a Cuba e da lì in Spagna
- 1911 - Guerra italo-turca: le truppe italiane sconfiggono quelle turche nella battaglia di Ain Zara.
- 1918 - Woodrow Wilson si reca a Versailles per i negoziati di pace della prima guerra mondiale, diventando il primo presidente statunitense a recarsi in Europa mentre è in carica
- 1939 - Seconda guerra mondiale: la HMS Nelson (28) viene colpita da una mina (lanciata dal sottomarino tedesco U-31) vicino alle coste scozzesi e viene mandata in riparazione fino all'agosto 1940
- 1942 - Olocausto: a Varsavia, due donne cristiane, Zofia Kossak Szczucka e Wanda Filipowicz, rischiano la vita fondando il Consiglio per l'assistenza degli ebrei
- 1943
  - Fine della Grande depressione negli USA: con le cifre della disoccupazione che calano rapidamente a causa delle assunzioni collegate alla seconda guerra mondiale, il presidente Franklin D. Roosevelt chiude la Works Progress Administration
  - Seconda guerra mondiale: il capo della resistenza jugoslava Maresciallo Tito proclama un governo provvisorio democratico in esilio della Jugoslavia
- 1945 - Con un voto di 65 a 7, il Senato degli Stati Uniti approva la partecipazione degli USA alle Nazioni Unite
- 1958 - Il Dahomey (l'odierno Benin) diventa una nazione auto-governata all'interno della Comunità francese
- 1965 - Viene lanciata la sonda Gemini 7, con a bordo Frank Borman e James A. Lovell
- 1967 - Guerra del Vietnam: forze statunitensi e sudcoreane ingaggiano i Viet Cong nel Delta del Mekong
- 1968 - Viene fondato il quotidiano Avvenire dalla fusione di due giornali cattolici italiani
- 1969 - I membri delle Pantere Nere Fred Hampton e Mark Clark vengono uccisi nel sonno durante un'incursione compiuta da 14 poliziotti di Chicago
- 1976 - Jean-Bédel Bokassa, presidente della Repubblica Centrafricana, si incorona imperatore Bokassa I dell'Impero Centrafricano
- 1978 - La sonda Pioneer Venus entra in orbita attorno a Venere
- 1980 - In seguito alla morte del batterista John Bonham, avvenuta il 25 settembre, i Led Zeppelin annunciano lo scioglimento del gruppo
- 1981 - Il Sudafrica concede l'indipendenza all'"homeland" del Ciskei (riconosciuta solo dal Sudafrica)
- 1982 - La Repubblica Popolare Cinese adotta la sua costituzione
- 1991
  - Il giornalista Terry Anderson viene liberato dopo sette anni di prigionia a Beirut
  - La compagnia aerea Pan American World Airways cessa di operare dopo 64 anni di servizio
- 1992 - Il presidente statunitense George H. W. Bush invia 28.000 soldati in Somalia
- 1993
  - Si conclude una tregua tra il governo dell'Angola e i ribelli dell'UNITA
  - Muore Frank Zappa, compositore e chitarrista americano.
- 1996 - Viene lanciata la sonda Mars Pathfinder
- 2008 - Per la prima volta nella sua storia, la Banca centrale europea taglia il tasso di sconto dello 0,75%: il presidente Jean-Claude Trichet commenta: «È una situazione eccezionale»[1][2]
- 2016 - In Italia si tiene il terzo referendum costituzionale della storia repubblicana[3][4][5][6]

## Nati
Ci sono circa 980 voci su persone nate il 4 dicembre; vedi la pagina Nati il 4 dicembre per un elenco descrittivo o la categoria Nati il 4 dicembre per un indice alfabetico.

## Morti
Ci sono circa 540 voci su persone morte il 4 dicembre; vedi la pagina Morti il 4 dicembre per un elenco descrittivo o la categoria Morti il 4 dicembre per un indice alfabetico.

## Feste e ricorrenze

### Religiose
Cristianesimo:
- San Giovanni Damasceno, sacerdote e dottore della Chiesa
- Santa Ada, badessa
- Sant'Annone II di Colonia, vescovo
- Sant'Apro di Vienne, eremita
- Santa Barbara, vergine e martire
- San Bernardo degli Uberti, vescovo
- San Cristiano, vescovo
- Sant'Eraclio di Alessandria, vescovo
- San Felice di Bologna, vescovo
- San Giovanni Calabria, sacerdote, fondatore dei Poveri servi e delle Povere serve della Divina Provvidenza
- San Giovanni il Taumaturgo, vescovo
- San Melezio di Sebastopoli, vescovo
- Sant'Osmundo di Salisbury, vescovo
- Santi Raimondo di San Vittore e Guglielmo di San Leonardo, martiri mercedari
- San Sigiranno (o Cirano), abate nel Berry
- San Sola di Husen, eremita
- Beato Adolph Kolping, sacerdote
- Beato Giovanni Hara Mondo, terziario francescano, martire
- Beato Girolamo De Angelis, martire
- Beato Guido da Selvena, religioso
- Beato Pier Pettinaio, terziario francescano
- Beato Simone Yempo, martire nel Giappone